# カラ・ホト

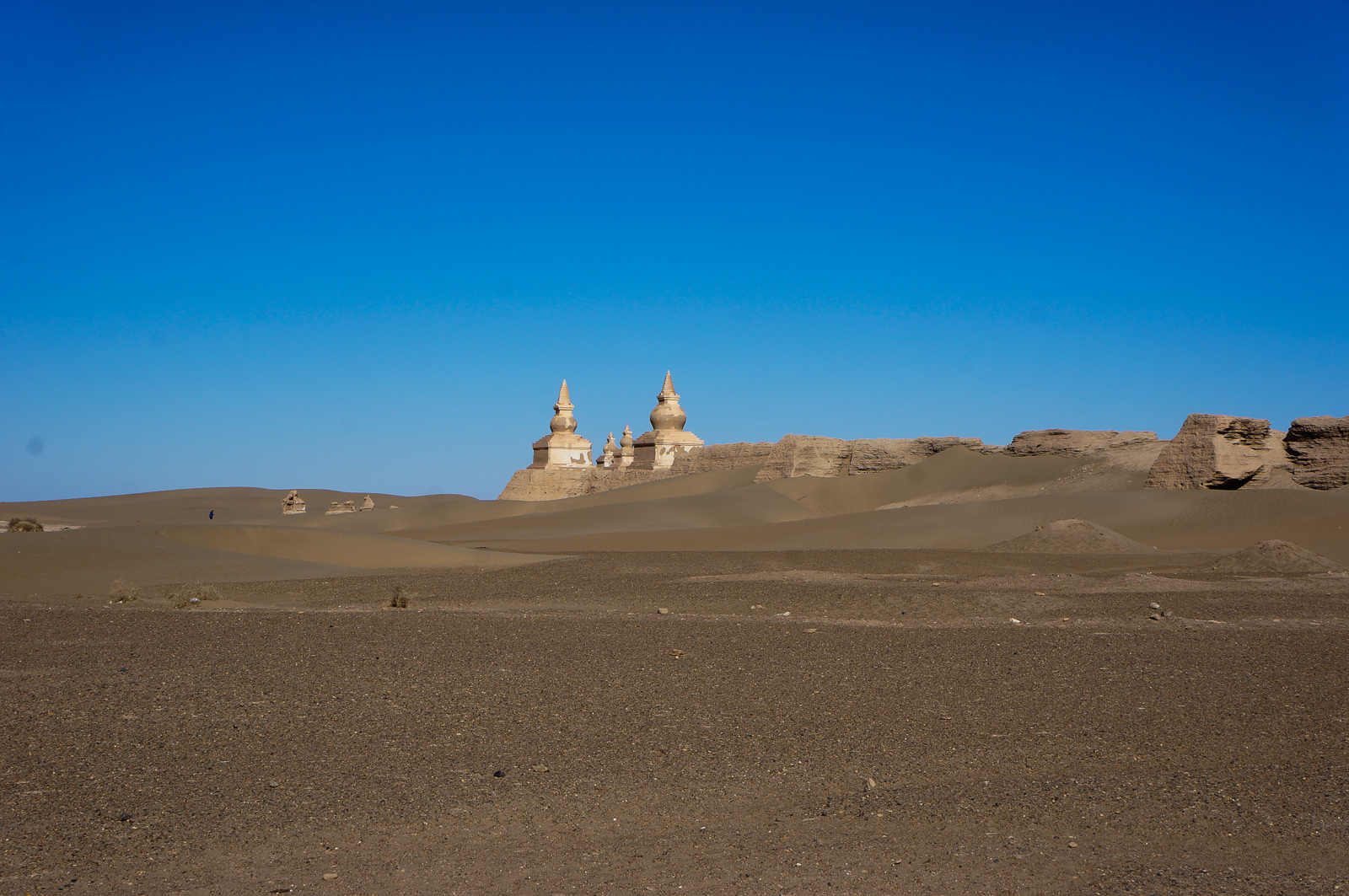
カラ・ホト城壁

カラ・ホト（Khara-Khoto）は内蒙古自治区アルシャー盟エジン旗にあるタングートの都市遺跡。かつて居延海のほとりに位置していた。西夏語"Eji Nai"を漢訳して「亦集乃」、中国語では「黒城」または「黒水城」と呼ばれる。カラ・ホトの名は中古モンゴル語より。マルコ・ポーロの『東方見聞録』に現れる「エチナ」に比定されている。

## 歴史
カラ・ホトの歴史は1032年に遡り、11世紀に交易で栄えた西夏の中心都市で、遼朝と西域をほぼ最短で結ぶことができる交易路の途上にあった。高さ9.1メートル、厚さ3.7メートルの城壁に囲まれ、東西421メートル、南北374メートルの囲郭都市であった。カラ・ホトが最初に落城したのは1226年、モンゴル帝国のチンギス・ハンによってであるが、落城後もモンゴルの宗主権のもと、繁栄を続けた。フビライ治世下では西夏時代の3倍にまで都市は拡張されていた。元朝15代皇帝トゴン・テムル（順帝）は大都を追われたあとこの地に潜伏した。カラコルム・上都・クムルに通じる交差路に位置していた。
マルコ・ポーロは『東方見聞録』でこの地を「エチナ」と呼んだ。

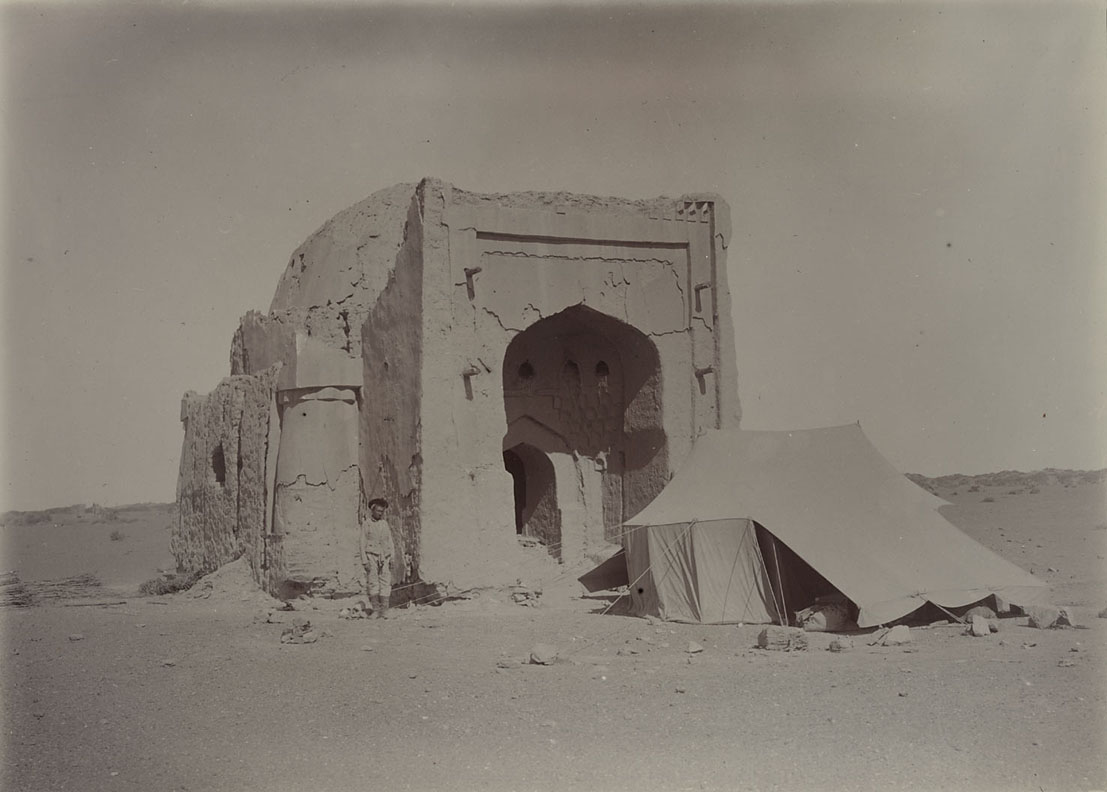
オーレル・スタイン探検隊により南西角の墳墓を東方から撮影

現地の伝承によれば1372年モンゴルの将軍カラ・バトール（英: Khara Bator、「黒い英雄」の意）が明の軍勢に包囲され、水路を断たれた。カラ・バトールは運命を悟り家族共々自害した。その後、明軍の最終攻撃で守兵と住民は殲滅された。別の伝説ではカラ・バトールは城壁北西の抜け道から脱出したといい、遺跡には馬一頭通れるだけの抜け道が現在も残されている。

## 探査

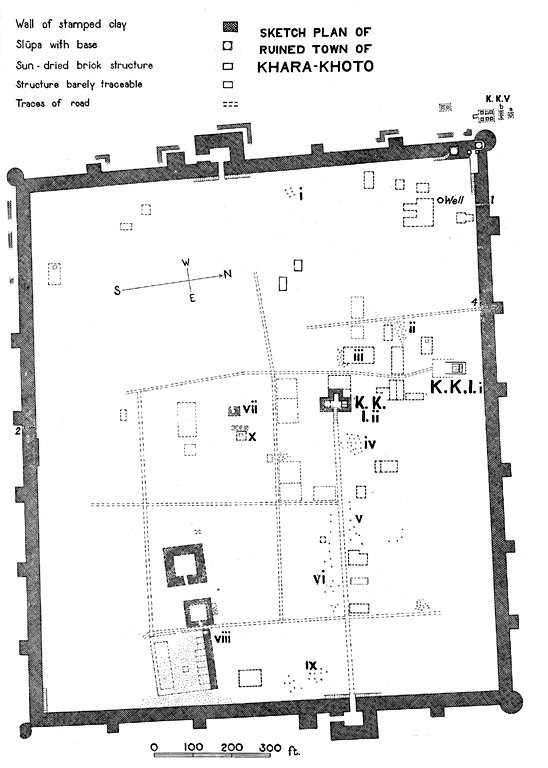
カラ・ホトの見取図

ロシアの探検家グリゴリー・ポターニンとウラジミール・オーブルチェフはエジン河下流域に古代都市があったとの噂を耳にした。この噂は科学アカデミー・アジア博物館に刺激を与え、ピョートル・コズロフを隊長とする探検隊が結成された。1907年から1909年の中央アジア探検でコズロフはカラ・ホト都市遺跡の歴史的発見を成し遂げた。現地のタングート領主を歓待や蓄音機のプレゼントなどで懐柔し、遺跡発掘の許可を得ると1908年5月1日にカラ・ホト遺跡に入り、2,000以上の西夏文書を発見した。コズロフは10箱分の古文書や仏教遺物をサンクトペテルブルクに送り、1909年、残りを送った。6月には書物と木版画が城壁から400メートル西方の仏塔から発見された。
オーレル・スタイン卿は1917年の第三次中央アジア探検隊でカラ・ホトを8日間調査し、その成果は報告書『中央アジア踏査記』にまとめられた。
1925年にはラングドン・ウォーナーがカラ・ホトを訪ねている。
フォルケ・ベリイマンは1927年にカラ・ホトに旅し、1年半現地に滞在して監視塔や砦跡を調査、多数の木版画を発見し、カラ・ホトとエジン河の地図を製作した。また、コズロフとスタインの調査はいい加減でありその調査文書に一部誤りがあると指摘した。
スヴェン・ヘディン率いるスウェーデンと中国の合同調査隊は1927年から1931年の間、遺跡の考古学的調査を行った。1935年にはジョン・デフランシスが遺跡を訪れている。
1983年から1984年の間、中国、内蒙古考古研究所によるさらなる発掘調査が行われ、3,000を超える古文書が見付かっている。この発掘調査では書籍類に加えて、建材、日用品、生産設備、宗教美術が発掘された。衛星写真でもカラ・ホト遺跡が現在も良好に保存されていることが分かっている。

## 調査結果

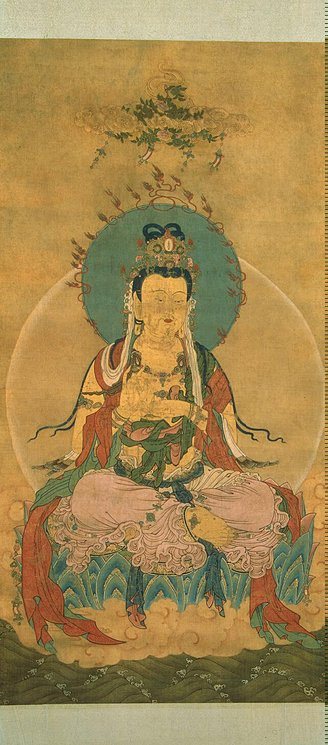
カラ・ホトの絹絵（エルミタージュ美術館）

コズロフの発掘した3,500点もの絵画はサンクトペテルブルクのエルミタージュ美術館に、書籍や古文書、木版画は東洋学研究所に所蔵された。それらは幸運にもレニングラード包囲戦を生き残り、そのうちのいくつかは1991年に「再発見」され、その後の数年間、西夏語研究の進展に貢献した。コズロフによってサンクトペテルブルクに送られた書籍や文献はアレクセイ・イワノビッチ・イワノフによって研究され、西夏語辞書である『番漢合時掌中珠』（1190年）が特定された。
エルミタージュ美術館のカラ・ホトコレクションには文献だけでなく、中国やチベット風の仏教を主題とした絹絵も含まれる。加えて、ろうけつ染めの絹片も見付かっている。壁画の断片からは顔料としてコバルトが使用されていることが確認されている
。
エルミタージュ美術館館長のKira Samosyukによれば、コレクションのほとんどは11世紀から13世紀にかけてのもので、コバルトの上薬をかけた陶器の破片の殆どは14世紀の物であり、1378年から1387年よりあとの時代の絵画はない。中国語の文献は1371年まで、西夏語文献は1212年迄のものしか無く1380年頃に廃城となったのではないかという。